# Kumite

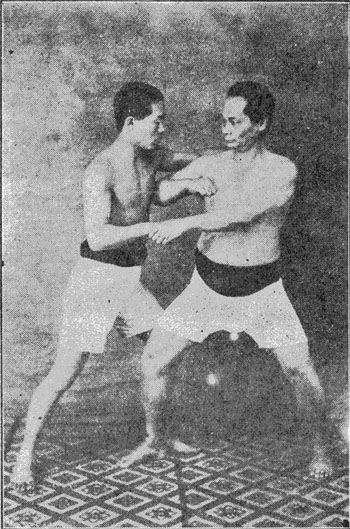
Motobu Chōki med träningsparter utför en typ av kumite.

Kumite (japanska: 組手, handgemäng) är det japanska ordet för sparring. Detta uttryck används flitigt inom många av de japanska kampsporterna, budokonsterna. Ursprungligen hade den ett pedagogiskt ändamål. Den har inte alltid varit en del av utbildningen, eftersom lärarna ansåg praktiken onödigt riskabel när det inte förelåg något behov av verklig strid. Oftast syftar ordet på mer eller mindre fri sparring, jiyū kumite (自由組手).

## I karate
Inom klassisk karate är kumite en av de tre huvudsakliga träningssätten, tillsammans med kihon - grundträning bestående av enskilda tekniker - och kata. Kumite innehåller både sparkar och slag.

### Yakusoku kumite
Yakusoku kumite (約束組手) Det förekommer att förutbestämda övningar med kataliknande rörelsemönster kallas kumite, beroende på karatestil såsom shōtōkankaratens kihon kumite med ökande antal rörelser, till exempel fem (基本組手) gohon kumite (femstegs-sparring).
Inom Kuniba-kai tillämpas också runt femton sådana effektiva rörelsemönster, som visualiserar svar på attacker från tänkta motståndare. Sådana kumite waza med ökande svårighetsgrad och bunkai strävar efter att ge utövaren perfektion i utförandet av en sparring- eller attackposition. Gemensamt för alla dessa är att de utför en och samma teknik i fyra olika vinkelräta riktningar.

#### Regler
Inom vanlig karatekumite används ofta skydd såsom tandskydd, knogskydd och benskydd. Grenar som går mera åt fullkontaktshållet och vid tävlingar använder numera oftast en typ blåa och röda boxhandskar.
De vanligaste kumitereglerna är icke-kontakt, det vill säga slagen får snudda men inte träffa hårt. Vid tävling bryter också domaren vanligen vid träff och utdelar poäng, varpå matchen fortsätter.

#### Träningsmål
Tekniker, waza måste läras in och övas, så att avstånd och timing snabbt kan bedömas. Några taktiska punkter att sträva efter:
- Blockera och kontra i ett svep är rätt timing.

Attack innebär nästan alltid att det egna skyddet samtidigt försvagas. När en motståndare attackerar, söker han komma in innanför den egna räckvidden. Tillfället ger en chans att utnyttja övertaget och kontra i just det ögonblicket. Men det gäller att vara ett steg före, utan att vänta på motståndarens attack. "Taisabaki" förflyttning är viktigt, tvinga motståndaren att attackera, så att det skapas möjlighet att kontra. Att retirera efter en blockering för att sedan kontra är alltså fel taktik.
- Attackera med snabbhet och ihållighet.

En enstaka teknik är lätt för motståndaren att "läsa". Använd finter och attackera i ett eget passande mönster. En större, starkare motståndare kan effektivt attackeras från sidan. Håll motståndaren inom räckhåll. Försvaga dennes gard genom återkommande attacker och avgör innanför.
- Använd fötterna för att undvika motståndarens specialtekniker.

Observera att det är lätt att "läsa" den som attackerar från stillastående läge. Att vara i rörelse så att smidigt passa in i nya tekniker utan att förlora dyrbar tid, är viktigt. För att lyckas krävs egen rytm och eget fotarbete. Nästa steg är att lära motståndares favoritteknik, så att den kan förutse: Lura motståndaren att använda den och kontra direkt, när attacken kommer. Gör motståndarens bästa tekniker värdelösa genom att vara ett steg före.
- Lär kroppen några egna attackmönster.

Skapa ett eget attackmönster som passar just dig. Träna in mönstret så att det uppstår spontant, utan att det kräver "eftertanke". Träna in ett par tre sådana mönster. Sedan är det bara att variera dessa med ytterligare någon teknik och det ger allt för att vinna, eller klara sig.
- Missa aldrig ett tillfälle att utnyttja motståndarens misstag.

Det är extremt viktigt att kunna slå till, när motståndaren gör ett misstag. Om motståndaren misslyckas med ett svep och inte får något motdrag, så har det bara handlat om att blockera eller retirera. Framgång kräver större självkänsla och mer koncentration. Även erfarna motståndarna gör ett eller två misstag under en kamp, så de måste utnyttjas!

### Shiai kumite
Shiai kumite (試合組手 fritids-sparring) som slåss med officiella regler och förutbestämd matchtid, är den form som används i tävlingar. Poängräkning och värdering av tekniker varierar efter den organisation som sponsrar ett evenemang. De vanligaste är Shobu ippon, Shobu ippon Han och Nihon, eller, en, en och en halv respektive två poäng.

### Jiyū kumite
Jiyū kumite är den vanligaste formen av tävling i karate, och karateträning främst inriktad på tävlingskumite benämnes därför ibland tävlingskarate.